# Rudolf Lančarič
Rudolf Lančarič (14. srpna 1914 Grenville, Pensylvánie, USA – 17. února 1951 Praha) byl slovenský pracovník Sboru národní bezpečnosti, který byl v roce 1950 zatčen spolu se skupinou „Šefik Kevič a spoločníci“ a v procesu proti titovským špionům a rozvratníkům v Československu křivě obviněn z velezrady a vyzvědačství a následně v roce 1951 popraven.

## Životopis
Narodil se 14. srpna 1914 v Grenville v Pensylvánii ve Spojených státech amerických. V roce 1922 se s rodiči a sourozenci vrátil na Slovensko.
Od října 1935 do října 1937 absolvoval vojenskou prezenční službu při pěším pluku v Bratislavě, kde dosáhl hodnosti desátníka. Od 1. dubna 1939 do 4. dubna 1944 sloužil na Hlavním velitelství četnictva, odkud byl propuštěn ze služby kvůli zamlčení nemanželského dítěte. Od 19. dubna 1944 do 19. května 1945 pracoval ve výrobních podnicích. 
Po konci druhé světové války se vrátil do služeb Národní bezpečnosti, kde agilně vykonával černou práci. Lančarič se pak účastnil pronásledování Viliama Žingora (tzv. žingoriády), přičemž měl v rámci této akce řídit Zoru Adamcovou, bývalou sekretářku politika Jana Lichnera, která se po únoru 1948 dostala do vyšetřovací vazby StB. Ta po propuštění začala s StB pod nátlakem spolupracovat.
Dne 6. dubna 1950 byl zatčen a v procesu proti titovským špionům a rozvratníkům v Československu byl křivě obviněn z velezrady a vyzvědačství. Obzvláště závažnou okolností v jeho případě byla skutečnost, že byl zvláště povinen zachovávat státní tajemství, k čemuž se zavázal služební přísahou. Prokurátor se ve své argumentaci opíral o výsledky vykonstruovaných procesů s Lászlem Rajkem, ze kterých měl údajně vyplynout záměr Josipa Broze Tita o vybudování tzv. „Dunajské federace,“ která by byla mimo dohled Sovětského svazu. Státní soud v Praze jej 2. září 1950 v politickém procesu jako člena skupiny Jaško a spol. odsoudil k trestu smrti. Nejvyšší soud rozsudek posléze potvrdil a Lančarič tak byl 17. února 1951 popraven. Lančarič byl nakonec odsouzen dříve než samotný Žingor (který poté také dostal trest smrti), kterého pomáhal dostat do vězení.

## Hrob
V roce 1965 byla urna s jeho ostatky tajně pohřbena do společného hrobu na Motolském hřbitově. Zde bylo 20. května 2000 slavnostně otevřeno a vysvěceno Čestné pohřebiště politických vězňů. Jméno Rudolfa Lančariče je uvedeno na jedné (umístěné vlevo) ze dvou šedých mramorových desek instalovaných v roce 2012.

Na Čestném pohřebišti III. odboje na Ďáblickém hřbitově se nachází jeho symbolický hrob. Tamní symbolické náhrobky odkazují na zemřelé politické vězně bez ohledu na jejich skutečné místo pohřbení.

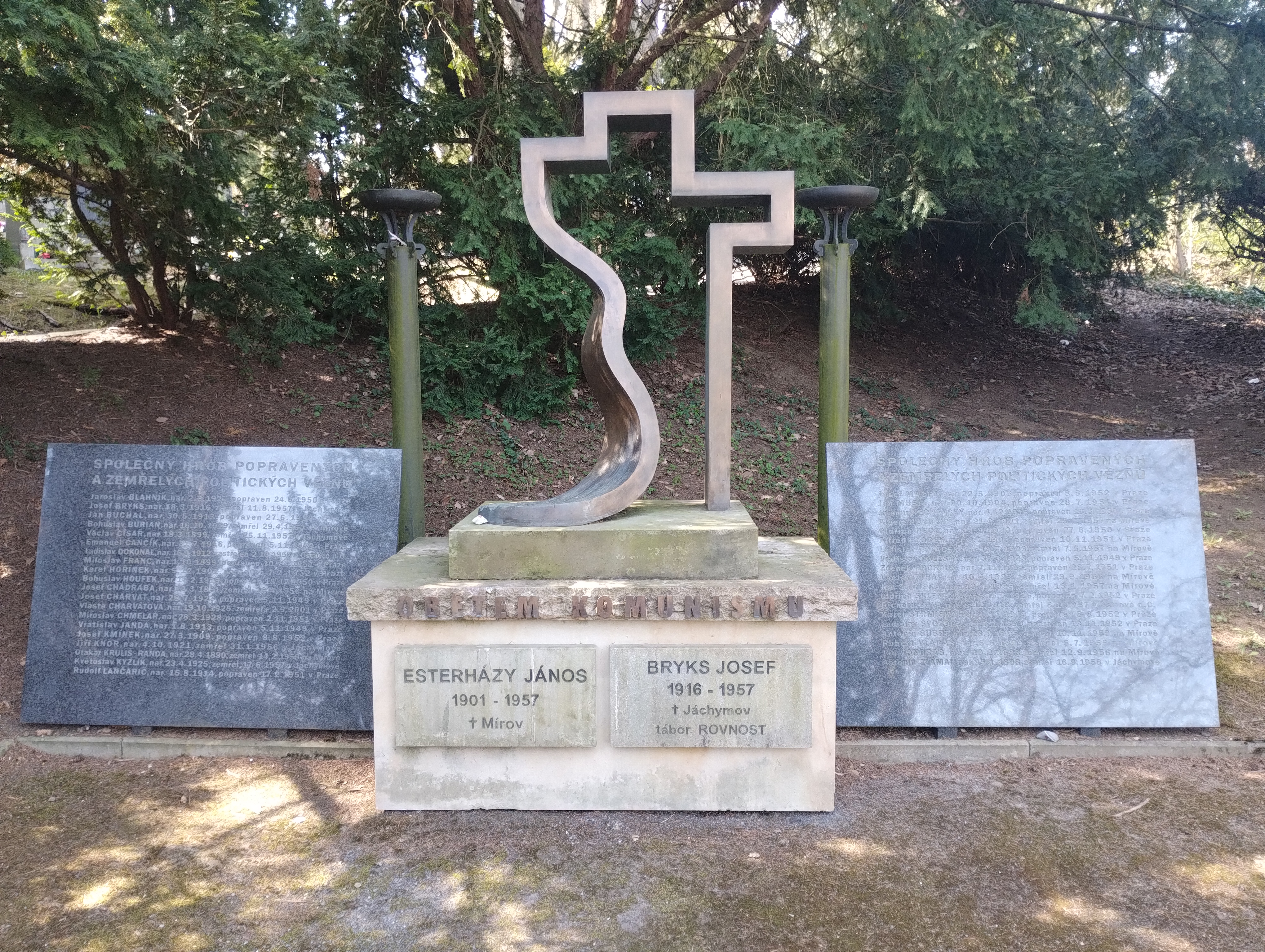
Památník na Čestném pohřebišti politických vězňů, Motolský hřbitov
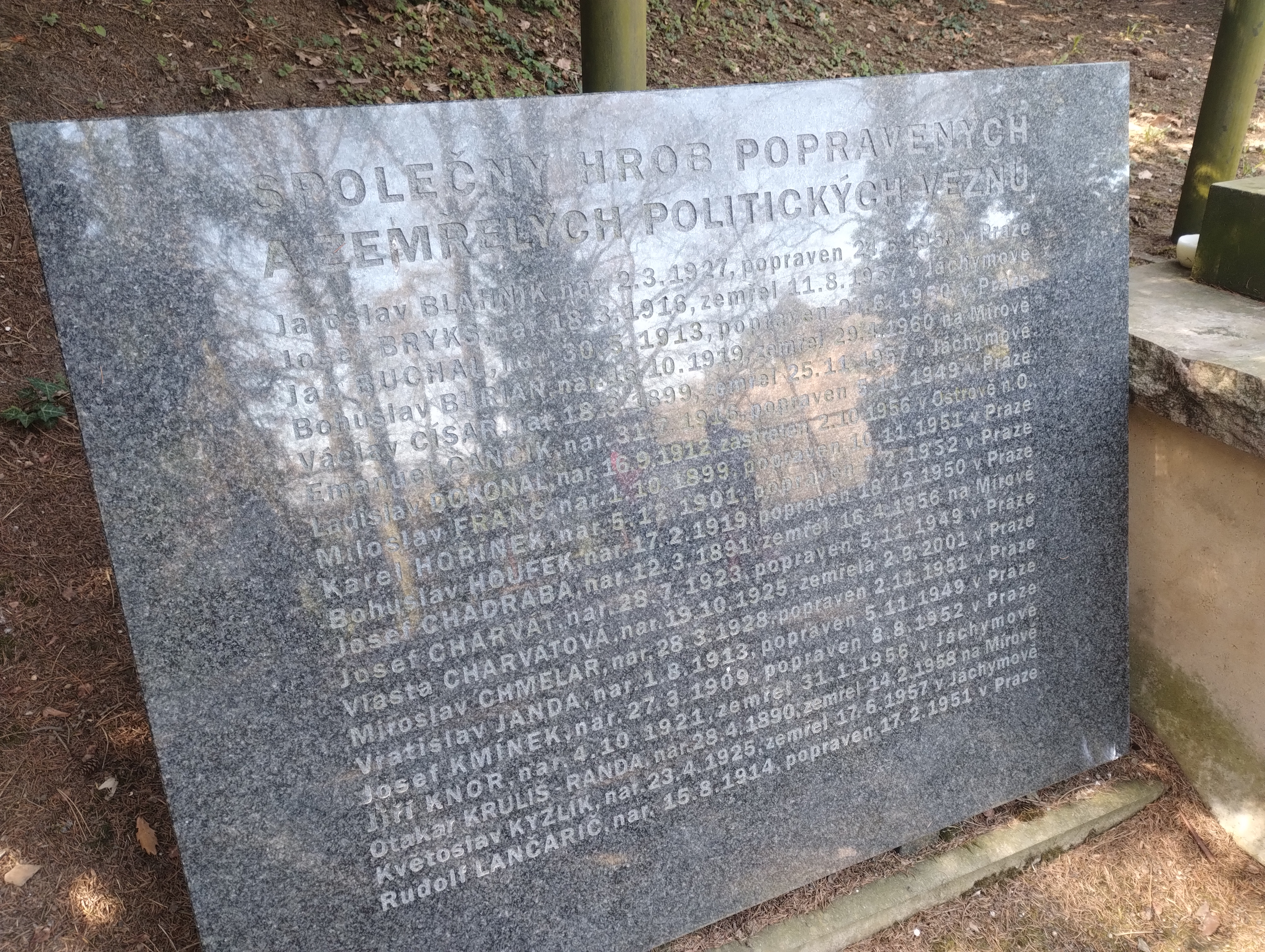
Památník na Čestném pohřebišti politických vězňů, deska vlevo se jménem R. Lančariče, Motolský hřbitov
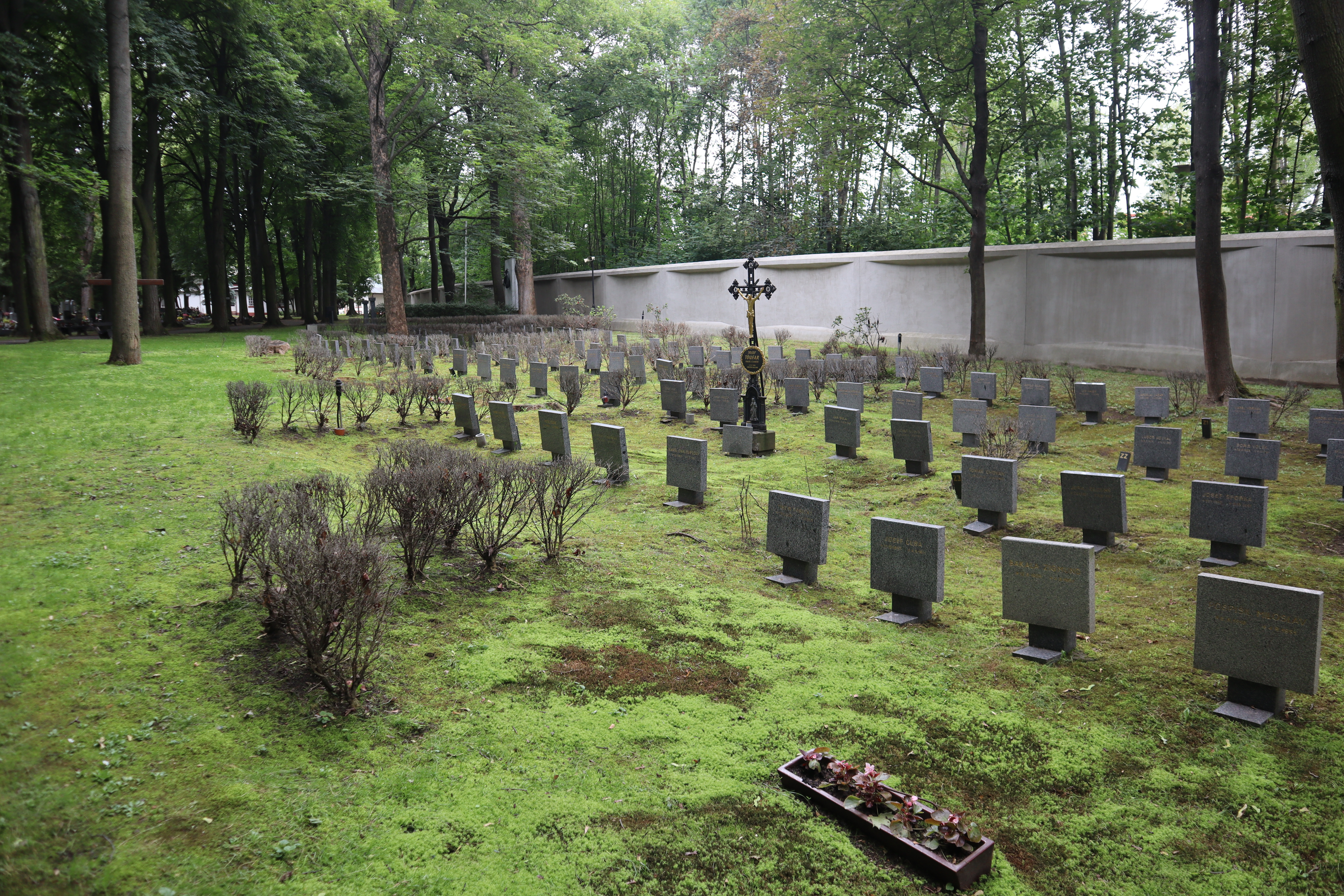
Čestné pohřebiště popravených a umučených z 50. let (III. odboj) na Ďáblickém hřbitově
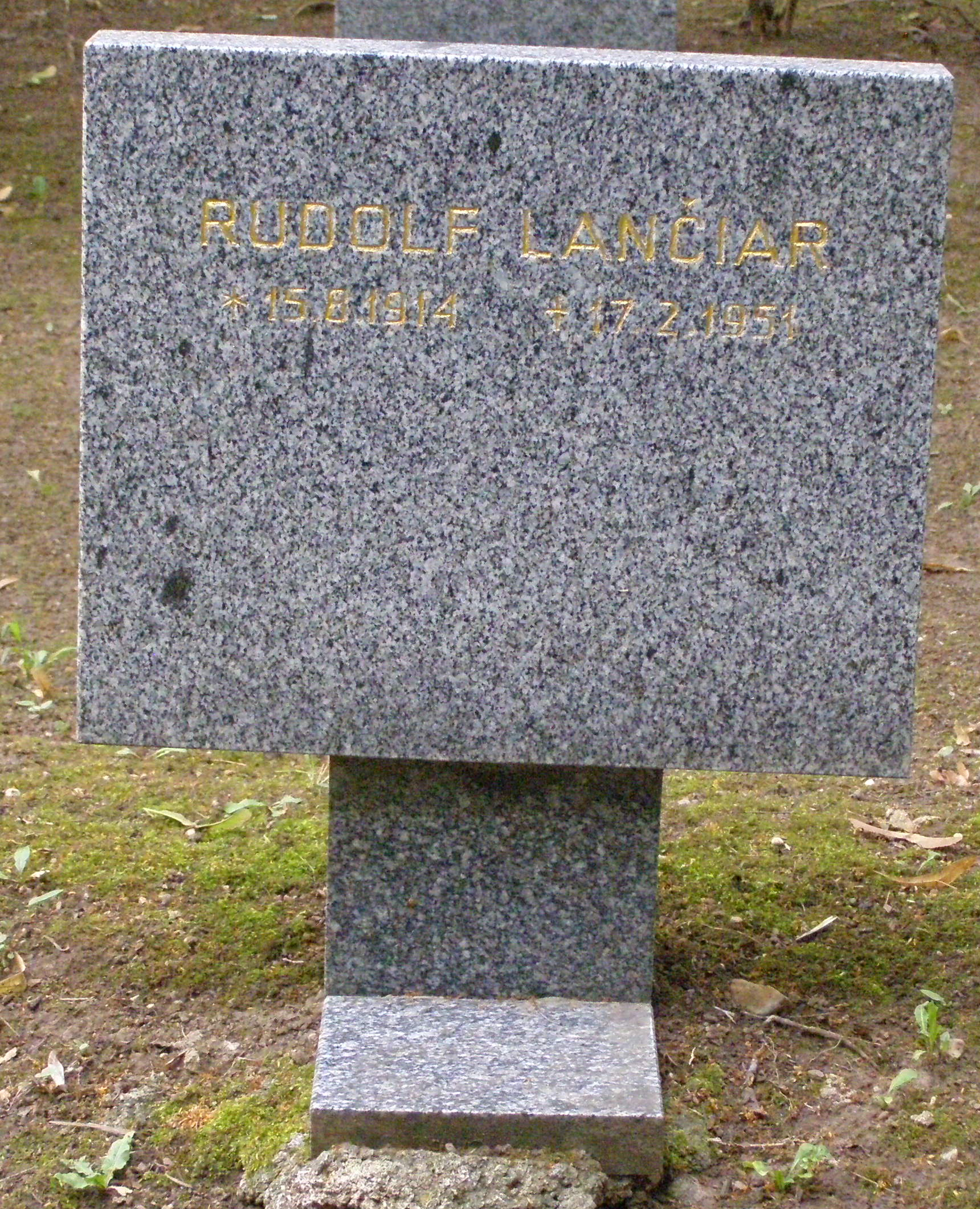
Symbolický hrob R. Lančariče na Čestném pohřebišti popravených a umučených z padesátých let (III. odboj) na Ďáblickém hřbitově

## Rehabilitace
Rehabilitován byl v roce 1964 na základě vyšetření Inspekce Ministerstva vnitra.